# 陳岺
陳岺（1875年3月14日—1939年12月24日）:229，號良女，台灣彰化人，霧峰頂厝系林紀堂的側室。陳岺的日記是台灣女性史研究的重要材料，2017年由中華民國中央研究院台灣史研究所的研究員許雪姬彙編後出版為《陳岺女士日記》。

## 生平
陳岺父親早逝、母親守寡，長兄為陳杰夫。陳岺與丈夫林紀堂共育有四子，分別是林魁梧、林津梁、林松齡和林鶴年。1922年，林紀堂去世後，她接手主持家務。她監督兒子的學業，管理傭人，並且處理土地買賣、租田佃耕和納租等事務。:229-230此外，她還參與霧峰林家甲寅公和景山公祭祀公業。因為長子、次子揮霍無度，陳岺經常借酒澆愁，並且向林獻堂尋求協助。:78她在生前留下遺言公證，請林獻堂擔任執行人，土地立為社團法人，財產主要交由林松齡、林鶴年繼承。:80

## 日記
陳岺的日記以漢文書寫，文體接近文言文，每篇長度通常在四、五十個字以內。其中出現了一些日本時代的詞彙，例如「信用組合」和「銀行」，顯示她有一定水準的文化素養。這些日記是以毛筆書寫在東京博文館印製的「當用日記本」上，保存至今的只有1924年的一冊。其中有一段時間的紀錄空白，陳岺解釋，這是因為她「事煩心亂」而無法寫下那段時間的紀錄。:228
2017年，《陳岺女士日記》與《林紀堂先生日記》共同出版，新書發表會由臺中市私立明台高級中學與中央研究院台灣史研究所聯合舉辦。《陳岺女士日記》描繪了她的日常生活史，主要包括家務事務和教養兒子的紀錄，同時也觸及飲食、宗教和娛樂等方面。這本日記作為大家族寡婦和傳統女性的生活文獻，填補了歷史研究的空白。

## 註腳
1. ↑  原文獻表記為1875年農曆2月2日，轉換後為1875年3月14日。